# TELL ME (hideの曲)
「TELL ME」（テル・ミー）は、日本のアーティスト、hideのソロ4枚目のシングル。
また、hideの死後の2000年1月19日にhide with Spread Beaver名義でリテイクし、リリース。
(ソロとしては12枚目、hide with Spread Beaverとしては5枚目のシングル)

## 概要
- 2007年12月12日にマキシシングル化、再発売。
- 1stアルバム『HIDE YOUR FACE』から、エースコックのCMソングとしてリカット。  CMでは、hideが声で参加。(CMの最後に「スーパーカップ・ミニ」と言っている)
- hideは、自身の前バンド"サーベルタイガー"のTETSUに、ドラムを叩いて欲しかったと語っていた。 TRIBUTEアルバムではその旨が叶い、TETSUがドラムを叩き、ヴォーカルも同バンドのkyoが歌った。
- hide Seva [C-Aid]のイベントでは、Spread Beaverの演奏に合わせ、GLAYのTERUが歌った。
- 生前「TRIBUTEアルバムが出て、PENICILLINのHAKUEIがこの曲を歌っていたらどうする?」との質問に対し、「ははははは…駄目、そうなったらあいつ、根本から直させる! その裏っ返すのが嫌だって、この間もカラオケ屋でずっといじめてたんだから（笑）」と語った。
- 「ツアーが終わったら“TELL ME”のレコーディングやるよ!」と度々発せられていた。I.N.Aの日記によると、「9月に出すシングルのカップリングが『TELL ME』で、Spread Beaver全員で、せ～のでガ～っと一発録り。I.N.A.ちゃんと2人で作った1st AL版も、7人で作ったリテイク版も、聴いた人が『結局、出てくる音はいっしょじゃん!』ってのがやりたい。」と綴られた。
- I.N.Aによると「TELL ME」は「決別した14歳の時の自分に向けていた言葉」である[4]。
- 当初の予定より遅れたが、その言葉通り「hide with Spread Beaver appear!! "1998 TRIBAL Ja,Zoo"」のあと、hideが残したアイディアを元に、未発表のボーカルテイクを使用してレコーディング。ただし一発録りではない。
- 曲名は2022年公開の映画『TELL ME 〜hideと見た景色〜』のタイトルに使われている。
- オリジナル版MVは、X JAPANのPATA達がツアーメンバーとして参加したhideの初ソロコンサートツアー初日の映像（1994年3月16日、川口総合文化センター・リリア・メインホール、ファンクラブ限定）。hide with Spread Beaver版MVは、過去のMV作品群がコラージュされている。

## 収録曲
1. TELL ME
イントロにはディレイを使っていたが、KIYOSHIが使わずに演奏していたのを見て、hideは関心していた。
2. SCANNER [愛のデュエット？] featuring RYUICHI (LUNA SEA)
LUNA SEAのRYUICHIが参加。声質が近かったため、声を左右に分けた。 hide memorial summitでLUNA SEAがカバー。
RYUICHIは「最大のリスペクトを込めて」とMCで語った。LUNA SEAのカバーバージョンがhide TRIBUTE SPIRITSに収録。
3. TELL ME [Original TV mix]
X JAPANが解散する前にリリースされたソロ作品では唯一、カラオケ・バージョンを収録。

### hide with Spread Beaver版
1. TELL ME
最初にして最後のhide with Spread Beaver全員による音源。
シングル版はアウトロにオーディエンスによる歓声が入っており、そのまま次曲に繋がる。
2. ピンク スパイダー [Live at YOKOHAMA on Nov,18,1998]
イントロにピアノアレンジが追加されたライブバージョン。
3. TELL ME [voiceless version]

（全作詞・作曲：hide）

## 収録アルバム
- TELL ME
  - HIDE YOUR FACE
  - hide BEST 〜PSYCHOMMUNITY〜
  - hide SINGLES 〜Junk Story〜
  - hide PERFECT SINGLE BOX
  - We Love hide 〜The Best in The World〜
  - 子 ギャル
- TELL ME (hide with Spread Beaver)
  - hide SINGLES 〜Junk Story〜
  - hide PERFECT SINGLE BOX
  - “Musical Number” 〜ROCKミュージカル ピンクスパイダー〜
  - 子 ギャル
- ピンク スパイダー [Live at YOKOHAMAon Nov,18,1998]
  - hide PERFECT SINGLE BOX
  - KING OF PSYBORG ROCK STAR